# Serra dels Carners
La Serra dels Carners és una serra situada al municipi de Sant Celoni a la comarca del Vallès Oriental, amb una elevació màxima de 231 metres.